# Melle (Deux-Sèvres)
Melle és un municipi francès situat al departament de Deux-Sèvres i a la regió de la Nova Aquitània. L'any 2007 tenia 3.655 habitants.

## Demografia

### Població
El 2007 la població de fet de Melle era de 3.655 persones. Hi havia 1.704 famílies de les quals 706 eren unipersonals (275 homes vivint sols i 431 dones vivint soles), 532 parelles sense fills, 302 parelles amb fills i 164 famílies monoparentals amb fills.
La població ha evolucionat segons el següent gràfic:
Habitants censats

### Habitatges
El 2007 hi havia 1.958 habitatges, 1.727 eren l'habitatge principal de la família, 93 eren segones residències i 138 estaven desocupats. 1.500 eren cases i 389 eren apartaments. Dels 1.727 habitatges principals, 727 estaven ocupats pels seus propietaris, 947 estaven llogats i ocupats pels llogaters i 53 estaven cedits a títol gratuït; 171 tenien una cambra, 150 en tenien dues, 318 en tenien tres, 432 en tenien quatre i 656 en tenien cinc o més. 1.245 habitatges disposaven pel capbaix d'una plaça de pàrquing. A 872 habitatges hi havia un automòbil i a 484 n'hi havia dos o més.

### Piràmide de població
La piràmide de població per edats i sexe el 2009 era:
| Homes | Edats   | Dones |
| ----- | ------- | ----- |
| 12    | 95 o +  | 16    |
| 20    | 90 a 94 | 48    |
| 36    | 85 a 89 | 84    |
| 32    | 80 a 84 | 44    |
| 108   | 75 a 79 | 108   |
| 76    | 70 a 74 | 156   |
| 100   | 65 a 69 | 96    |
| 112   | 60 a 64 | 76    |
| 60    | 55 a 59 | 92    |
| 100   | 50 a 54 | 88    |
| 140   | 45 a 49 | 128   |
| 144   | 40 a 44 | 144   |
| 128   | 35 a 39 | 140   |
| 72    | 30 a 34 | 104   |
| 136   | 25 a 29 | 100   |
| 124   | 20 a 24 | 140   |
| 168   | 15 a 19 | 168   |
| 96    | 10 a 14 | 112   |
| 100   | 5 a 9   | 92    |
| 72    | 0 a 4   | 64    |

## Economia
El 2007 la població en edat de treballar era de 2.176 persones, 1.483 eren actives i 693 eren inactives. De les 1.483 persones actives 1.291 estaven ocupades (696 homes i 595 dones) i 191 estaven aturades (89 homes i 102 dones). De les 693 persones inactives 230 estaven jubilades, 249 estaven estudiant i 214 estaven classificades com a «altres inactius».

### Ingressos
El 2009 a Melle hi havia 1.646 unitats fiscals que integraven 3.408,5 persones, la mediana anual d'ingressos fiscals per persona era de 15.694 €.

### Activitats econòmiques
Dels 193 establiments que hi havia el 2007, 5 eren d'empreses extractives, 3 d'empreses alimentàries, 6 d'empreses de fabricació d'altres productes industrials, 9 d'empreses de construcció, 37 d'empreses de comerç i reparació d'automòbils, 7 d'empreses de transport, 8 d'empreses d'hostatgeria i restauració, 7 d'empreses d'informació i comunicació, 19 d'empreses financeres, 9 d'empreses immobiliàries, 20 d'empreses de serveis, 43 d'entitats de l'administració pública i 20 d'empreses classificades com a «altres activitats de serveis».
Dels 51 establiments de servei als particulars que hi havia el 2009, 1 era una oficina d'administració d'Hisenda pública, 1 oficina del servei públic d'ocupació, 1 gendarmeria, 1 oficina de correu, 8 oficines bancàries, 4 tallers de reparació d'automòbils i de material agrícola, 1 taller d'inspecció tècnica de vehicles, 3 autoescoles, 2 paletes, 3 guixaires pintors, 1 fusteria, 4 lampisteries, 7 perruqueries, 1 veterinari, 6 restaurants, 3 agències immobiliàries, 2 tintoreries i 2 salons de bellesa.
Dels 17 establiments comercials que hi havia el 2009, 1 era una botiga de menys de 120 m², 2 fleques, 3 carnisseries, 4 llibreries, 1 una botiga de roba, 1 una botiga d'equipament de la llar, 1 una sabateria, 1 una joieria i 3 floristeries.
L'any 2000 a Melle hi havia 12 explotacions agrícoles que ocupaven un total de 642 hectàrees.

## Equipaments sanitaris i escolars
El 2009 hi havia 1 hospital de tractaments de curta durada, 1 hospital de tractaments de mitja durada (seguiment i rehabilitació), 1 un hospital de tractaments de llarga durada i 3 farmàcies.
El 2009 hi havia 1 escola maternal i 3 escoles elementals. A Melle hi havia 1 col·legi d'educació secundària i 1 liceu d'ensenyament general. Als col·legis d'educació secundària hi havia 415 alumnes i als liceus d'ensenyament general 568.

## Poblacions més properes
El següent diagrama mostra les poblacions més properes.